# Bharattherium
Bharattherium es un género de mamíferos que vivieron en la India durante el Maastrichtiense (finales del Cretácico). En este género solo se incluye una especie, Bharattherium bonapartei. Forma parte de la familia Sudamericidae perteneciente a los gondwanaterios, cuyos miembros también se han encontrado en Madagascar y Sudamérica durante del Cretácico superior. El primer fósil de Bharattherium se descubrió en 1989 y fue publicado en 1997, aunque el animal no fue nombrado hasta 2007, cuando dos equipos independientemente lo nombraron Bharattherium bonapartei y Dakshina jederi. El segundo se descartó por haberse producido en último lugar. De Bharattherium solo se conocen un total de ocho dientes aislados, entre los que se incluyen un incisivo y siete molariformes (dientes con forma de molar, tanto premolares como molares verdaderos).
Los molariformes de Bharattherium son dientes altos y curvados, con una altura de 5,97 a 8,40 mm. En varios dientes identificados inicialmente como molariformes inferiores cuartos (mf4), hay un gran surco en uno de los lados y una cavidad profunda (infundibulo) en el medio del diente. Otro diente, quizás un tercer molariforme inferior, tiene dos surcos en uno de los lados y tres infundibulos en el otro. Su esmalte dental tiene características que se han interpretado como protecciones contra las grietas en los dientes. Los dientes hipsodontos de los sudamerícidos como Bharattherium tienen reminiscencias de mamíferos herbívoros posteriores, y el descubrimiento de hierba en los yacimientos fósiles de la India coetáneos con los de Bharattherium sugieren que los sudamerícidos se alimentaban pastando.

## Taxonomía
Se descubrió por primera vez un diente de gondwanaterio, conocido como VPL/JU/NKIM/25, fuera de América del Sur en la India en 1989, en los depósitos intertrappeanos Maastrichtienses de Naskal (de finales del Cretácico, hace unos 70–66 millones de años), pero no fue identificado como tal hasta que se descubrió otro gondwanaterio, Lavanify, en Madagascar a mediados de la década de los 1990. Los descubrimientos del Lavanify y VPL/JU/NKIM/25 se anunciaron en la revista Nature en 1997. Anteriormente los gondwanaterios se habían encontrado solo en Argentina, por lo que estos descubrimientos extendieron la presencia de la familia Sudamericidae a varios de los continentes que formaban el antiguo supercontinente de Gondwana.
En 2007 dos equipos de científicos nombraron independientemente a los gondwanaterios de la India según el nuevo material. Ambos equipos consideraron que VPL/JU/NKIM/25 pertenecía a una nueva especie. Guntupalli Prasad y sus colaboradores nombraron al animal Bharattherium bonapartei basándose en un diente más, VPL/JU/IM/33, de otra localización intertrappeana, Kisalpuri. El nombre del género, Bharattherium, combina Bharat, el término sánscrito para «India», con el griego therion que significa «bestia», y el nombre de la especie conmemora al paleontólogo argentino José Bonaparte, que fue el primero en describir un fósil de gondwanatherio. G.P. Wilson y sus colaboradores lo nombraron Dakshina jederi basándose en seis dientes, e identificaron otros materiales perteneciente a gondwanaterios indeterminados. De estos dientes, tres (GSI/SR/PAL-G059, G070 y G074) proceden del tercer yacimiento interppeano de Gokak y tres (GSI/SR/PAL-N071, N210 y N212) son de Naskal. Dakshina, el nombre del género, deriva del término sánscrito daakshinaatya que significa «del sur» en referencia a que tanto la localización de este animal están en el sur de la India al igual que la distribución de los gondwanaterios esté en los continentes del sur. El nombre de la especie, jederi, es en honor del paleontólogo de la universidad de Míchigan Jeffrey A. Wilson, cuyo apodo era «Jeder», que desempeñó un importante papel en el proyecto que condujo al descubrimiento del Dakshina. Wilson y sus colaboradores también describieron otros dientes de gondwanaterios de Gokak (GSI/SR/PAL-G111, G112 y G211), que proisionalmente se han identificado como una especie diferente de gondwanatherio de pequeña talla. En 2008 Prasad comentó que Bharattherium bonapartei y Dakshina jederi representaban a la misma especie y que Bharattherium, que se publicó primero, era la denominación correcta.

## Descripción
| Fósil           | Localidad | Posición dental | Referencias |
| --------------- | --------- | --------------- | ----------- |
| VPL/JU/NKIM/25  | Naskal    | Mf4 izquierdo   | [ 8 ]       |
| VPL/JU/IM/33    | Kisalpuri | molariforme     | [ 9 ]       |
| GSI/SR/PAL-G074 | Gokak     | mf4 derecho     | [ 10 ]      |
| GSI/SR/PAL-G059 | Gokak     | mf3 izquierdo   | [ 11 ]      |
| GSI/SR/PAL-G070 | Gokak     | mf4 derecho     | [ 12 ]      |
| GSI/SR/PAL-N071 | Naskal    | mf4 izquierdo   | [ 13 ]      |
| GSI/SR/PAL-N210 | Naskal    | i1 izquierdo    | [ 11 ]      |
| GSI/SR/PAL-N212 | Naskal    | mf4 derecho     | [ 11 ]      |

Bharattherium bonapartei es conocido por un total de ocho dientes aislados. De los siete dientes de su muestra, Wilson y sus colaboradores identificaron provisionalmente cinco como el cuarto molariforme inferior (mf4), como los molares y premolares de los gondwanaterios no se pueden distinguir son denominados colectivamente como molariformes, otro como el tercer molariforme inferior (mf3) y otro es un incisivo inferior (i1). Estas identificaciones se hicieron comparándolos con una muestra del gondwanaterio sudamericano Sudamerica ameghinoi, del cual se conocen las ocho posiciones de los molariformes. Sin embargo, el gran número piezas identificados como mf4 llevó a Wilson y sus colaboradores a sospechar que los criterios utilizados para distinguir las posiciones dentales en el género Sudamerica podrían no ser aplicables directamente al Bharattherium. Prasad y sus colaboradores no asignaron a sus dos dientes de Bharattherium posición dental, pero sugirieron que debían tratarse de posiciones distintas y que uno podría proceder de la mandíbula superior y otro de la inferior. Como es característico de los sudamerícidos, los molariformes de Bharattherium son hipsodontos (de corona alta) y tiene una superficie de oclusión plana (masticadora) en lo alto del diente, con surcos que se extienden hasta lo alto del diente. Los molariformes de Bharattherium son los más pequeños de cualquier sudamerícido; los de Lavanify, por ejemplo, son un 35% mayores. A diferencia de los molariformes de Sudamerica los de Bharattherium se estrechan hacia la punta.

### Molariformes
La pieza GSI/SR/PAL-G074, un mf4 derecho bien conservado que Wilson y su equipo seleccionó como el holotipo de Dakshina jederi, mide 7,57 mm de alto y tiene una corona de 3,66 x 2,99 mm. Está curvado, con la base más alejada (hacia atrás) que la parte superior. La superficie de oclusión es rectangular. En la cara de la lengua hay un surco profundo (rellenado parcialmente con cemento dental) que se extiende desde la parte superior hasta casi la base del diente. Además hay una hendidura mucho más pequeña en la cara exterior. La superficie de oclusión está cubierta principalmente por esmalte rodeado por un lago de dentina, aunque hay una isleta en forma de uve en el medio, con la punta de la uve dirigida hacia el lado de la lengua, los que forma un infundíbulo — una cavidad profunda en el diente. Se aprecian en el esmalte periquimas — bandas y surcos en forma de onda.
La pieza mf4 derecha GSI/SR/PAL-G070, que está dañada en los lados exterior, distal y lingual, mide 8,40 mm de alto, pero tiene una superficie de oclusión de solo 2,49 x 1,75 mm. A diferencia de GSI/SR/PAL-G074, la dentina de la superficie de oclusión no está expuesta, y la superficie de oclusión tiene forma ovalada. Además la isleta en forma de uve es más grande y el surco lingual es menos prominente en la superficie de oclusión, porque se estrecha cerca de la punta del diente. La pieza mf4 izquierda GSI/SR/PAL-N071 está muy dañada, mide 7,16 mm de altura, y solo el lado distal se conserva bien. El infundíbulo está expuesto internamente; se extiende 4,01 mm hacia abajo desde la corona. La superficie de oclusión está mal conservada, pero sus dimensiones son al menos de 2,14 x 2,42 mm. La pieza GSI/SR/PAL-N212, un mf4 derecho, está dañado en e lado interior, tiene una altura de 5,86 mm y su superficie de oclusión mide al menos 2,66 x 2,04 mm. Su islote en forma de uve está relleno con cemento dental.
La pieza VPL/JU/NKIM/25 fue el primer ejemplar de gondwanaterio indio que se describió. Está dañado en un lado. Wilson y su equipo lo identificó como un mf4 izquierdo (suponiendo que el lado dañado es el exterior) y tiene fuertes similitudes con la pieza GSI/SR/PAL-G070, incluida la corona curvada y el islote de esmalte en forma de uve en lo alto de un profundo infundíbulo. La superficie de oclusión es oval. El diente mide 6 mm de alto y Wilson y sus colegas estimaron que su superficie de oclusión medía 2.5 x 1.8 mm, cerca de las dimensiones de GSI/SR/PAL-G070. Sugieren que el diente probablemente tendría esmalte en todos los lados de la corona, pero Prasad y su equipo apuntan a un posible empalme de esmalte-dentina en el lado dañado como prueba de que el esmalte pueda estar allí.
La pieza GSI/SR/PAL-G059, identificada como un mf3 izquierdo, tiene una altura de 5,97 mm en el lado interior, pero solo 2,02 mm en el distal a causa de la curvatura. En el lado de la lengua son visibles dos surcos y en el lado exterior una rotura muestra tres largos infundíbulos, de los cuales el que está en el medio es el más largo y el más distal es el más corto. En la superficie de oclusión hay tres infundíbulos que se unen en un solo islote. Además son visibles en la superficie de oclusión tres lagos de dentina, que tienen dimensiones de 4,58 x al menos 2.52 mm. Aunque en el género Sudamerica mf2, mf3 y los molariformes superiores MF3 y MF4 todos tienen tres crestas, como GSI/SR/PAL-G059, las curvaturas encajan mejor en los mf3 de Sudamerica.
La pieza VPL/JU/IM/33, el holotipo de Bharattherium bonapartei, mide 7,33 mm de alto, 2,66 mm de largo, y 2,0 mm de ancho. La superficie de oclusión es más o menos rectangular y principalmente cubierta por un lago de dentina en forma de uve, que encierra un pequeño islote de esmalte en forma de corazón en lo alto de un infundíbulo relleno con cemento dental. Tiene además un surco vertical. Cerca de la parte superior del diente el esmalte cubre por completo la corona, pero un poco más abajo no hay esmalte en la cara cóncava del diente.

### Incisivo
La pieza GSI/SR/PAL-N210, un i1 izquierdo, es liso en la parte interior (hacia el medio de la cabeza) pero convexo en la cara lateral y tiene un surco poco profundo en la cara lateral. En la base el diente es más ancho en el extremo más bajo. El diento se curva ligeramente hacia la punta. En la parte más baja el diente mide 11,76 mm de largo, pero al tener roturas posiblemente fuera más largo. La anchura del diente es de unos 3,39 mm. Wilson y su equipo identificaron este incisivo como Dakshina por su tamaño; los incisivos superior e inferior que asignaron a un gondwanaterio indeterminado eran más pequeños.

### Microestructura del esmalte
Se estudió la microestructura del esmalte dental de VPL/JU/NKIM/25. A diferencia de otros gondwanaterios tiene un esmalte consistente en tres capas radiadas de esmalte, esmalte tangencial y PLEX. Las filas de pequeños prismas de esmalte redondos están separados por una matriz interprismática, que forma cristales orientados en ángulos relativos al prisma. Los prismas surgen del empalme esmalte-dentina, van a través del esmalte, y se encuentran en el esmalte exterior en un ángulo alto. Estas estructuras del esmalte aparentemente son adaptaciones para proteger el diente de las roturas.

## Relaciones
Bharattherium es identificable como un sudamerícido porque tiene molariformes hipsodontos con surcos rellenos con cemento dental. Entre los cuatro géneros conocidos de sudamerícidos —Gondwanatherium y Sudamerica de Argentina; Lavanify de Madagascar; y Bharattherium— comparte con Sudamerica y Lavanify la presencia de surcos que se extienden hacia la base del diente. Además comparte varias características con Lavanify, los que sugiere que están cercanamente emparentados. Wilson y su equipo enumeran tres características compartidas entre ambos: la presencia de un infundíbulo (encontrado solo en uno de los dos especímenes de Lavanify), matrices interprismáticas, y periquimas. Prasad y su equipo también interpretan la matriz interprismática como un carácter compartido, pero añaden la ausencia de esmalte en un lado de la corona dental. Wilson y su equipo identificaron la presencia de lagos de esmalte en forma de uve en las piezas mf4 y las tres capas de esmalte como las autoapomorfias (caracteres exclusivamente derivados) propias del sudamérido indio.

## Distribución y ecología
Se han encontrado restos de gondwanaterios en tres en tres yacimientos muy separados del Cretácico superior de la India peninsular — Naskal, Andhra Pradesh; Gokak, Karnataka; y Kisalpuri, Madhya Pradesh. Todos los yacimientos están en depósitos intertrappeanos (parte de las Trampas del Decán) y de la época del Maastrichtiense (al final del Cretácico). Los depósitos intertrappeanos han conservado una gran diversidad de fósiles, entre los que se mamíferos euterios como Deccanolestes, Sahnitherium, y Kharmerungulatum. Se ha encontrado un posible miembro del antiguo y enigmático grupo de mamíferos Haramiyida, el Avashishta, en el que quizás es el depósito intertrapeano ligeramente más antiguo. Los sudamerícidos de la India son un ejemplo de la fauna de Gondwana que indica la afinidad biogeográficas con otras masas de tierra procedentes del supercontinente de Gondwana como Madagascar y Sudamérica.
En los animales modernos los dientes hipsodontos se asocian a menudo con las dietas que incluyen vegetación abrasiva como la hierba. La presencia de dientes hipsodontos en los sudamerícidos se ha interpretado como un indicador de hábitos terrestres semiacuáticos y una dieta con elementos como raíces y cortezas, porque se pensaba que todavía no había aparecido la hierba en la época en la que vivieron los sudamerícidos. Sin embargo se han encontrado restos de hierba en los depósitos intertrapeanos coetáneos a los yacimientos donde se encontró a Bharattherium, lo que indica que los sudamercidos como Bharattherium serían los primeros animales que pastaron hierba.